# Кубок Франції з футболу 2004—2005
Кубок Франції з футболу 2004–2005 — 88-й розіграш кубкового футбольного турніру у Франції. Титул вчетверте здобув Осер.

## Регламент
Кубок Франції складається з двох етапів:
- відбіркового, який складається з шести регіональних етапів (перші два організовуються в кожному регіоні за своєю схемою для клубів регіональних ліг, наступні чотири організовуються в регіонах централізовано за участі клубів з національних аматорських і напівпрофесіональних ліг) та двох національних етапів (7-й і 8-й етап, з 7-го стартують клуби Ліги 2 та представники заморських територій);
- фінального, який починається з 1/32 фіналу — з цього раунду стартують клуби провідної Ліги 1.

## 1/32 фіналу
| Команда 1                        | Рахунок      | Команда 2                |
| -------------------------------- | ------------ | ------------------------ |
| 7 січня 2005                     |              |                          |
| Седан (2)                        | 3:1          | Страсбур                 |
| Нансі (2)                        | 1:1 пен. 4:5 | Аяччо                    |
| Ренн                             | 1:0 дч       | Брест (2)                |
| Лілль                            | 2:1          | Ле-Ман (2)               |
| Шатору (2)                       | 2:3 дч       | Гренобль (2)             |
| 8 січня 2005                     |              |                          |
| Бордо                            | 2:0          | Істр                     |
| Сошо                             | 1:0          | Бастія                   |
| Марсель                          | 2:3          | Анже (2)                 |
| Вірі-Шатійон (4)                 | 0:2          | Ліон                     |
| Бове (4)                         | 0:4          | Ніцца                    |
| Родез (4)                        | 1:2          | Мец                      |
| Кале (4)                         | 0:1          | Осер                     |
| Мюлуз (5)                        | 0:2          | Кан                      |
| Курнон-д'Овернь (6)              | 0:3          | Нант                     |
| Сейссіне (6)                     | 0:7          | Монако                   |
| Сен-Дізьє (6)                    | 0:4          | Ланс                     |
| Гамбсайм (6)                     | 0:3          | Тулуза                   |
| Ланге (7)                        | 1:6          | Парі Сен-Жермен          |
| Везуль (4)                       | 1:1 пен. 5:6 | Клермон (2)              |
| Кевії (4)                        | 1:0          | Генгам (2)               |
| Труа (2)                         | 1:3          | Альбі (4)                |
| Шильтігайм (4)                   | 0:2          | Реймс (2)                |
| Ла-Флеш (5)                      | 1:2          | Лібурн-Сен-Серен (3)     |
| Епіналь (4)                      | 0:1 дч       | Блуа (5)                 |
| Монтаньярд (Ензензак-Локрис) (5) | 2:0          | Понтіві (4)              |
| Тулон (4)                        | 3:0          | Монсо (Монсо-ле-Мін) (5) |
| Булонь (4)                       | 1:0          | Авранш (5)               |
| Тарб (6)                         | 0:3 дч       | Ванн (4)                 |
| Сомюр (6)                        | 2:2 пен. 4:3 | Париж (4)                |
| Рон Валле (Ла-Вульт-сюр-Рон) (6) | 0:0 пен. 3:1 | Ментона (6)              |
| 9 січня 2005                     |              |                          |
| Нім (3)                          | 3:2          | Сент-Етьєн               |
| Агено (6)                        | 1:2 дч       | Роморантен (3)           |

## 1/16 фіналу
| Команда 1                        | Рахунок      | Команда 2                        |
| -------------------------------- | ------------ | -------------------------------- |
| 11 лютого 2005                   |              |                                  |
| Ніцца                            | 3:1 дч       | Реймс (2)                        |
| 12 лютого 2005                   |              |                                  |
| Ренн                             | 2:0          | Кан                              |
| Лілль                            | 3:2          | Ланс                             |
| Мец                              | 0:1          | Сошо                             |
| Нім (3)                          | 1:1 пен. 4:2 | Аяччо                            |
| Лібурн-Сен-Серен (3)             | 2:4          | Монако                           |
| Ванн (4)                         | 0:2          | Осер                             |
| Сомюр (6)                        | 0:2          | Нант                             |
| Клермон (2)                      | 1:0          | Тулон (4)                        |
| Альбі (4)                        | 2:0 дч       | Анже (2)                         |
| Седан (2)                        | 4:0          | Монтаньярд (Ензензак-Локрис) (5) |
| Рон Валле (Ла-Вульт-сюр-Рон) (6) | 1:2          | Гренобль (2)                     |
| Роморантен (3)                   | 0:1          | Кевії (4)                        |
| Булонь (4)                       | 4:0          | Блуа (5)                         |
| 13 лютого 2005                   |              |                                  |
| Тулуза                           | 1:2          | Ліон                             |
| Парі Сен-Жермен                  | 3:1 дч       | Бордо                            |

## 1/8 фіналу
| Команда 1       | Рахунок      | Команда 2       |
| --------------- | ------------ | --------------- |
| 1 березня 2005  |              |                 |
| Клермон (2)     | 1:1 пен. 4:3 | Ліон            |
| Нім (3)         | 4:0          | Ніцца           |
| Седан (2)       | 2:0          | Кевії (4)       |
| 2 березня 2005  |              |                 |
| Альбі (4)       | 0:3          | Сошо            |
| Ренн            | 0:1 дч       | Монако          |
| Осер            | 3:2          | Парі Сен-Жермен |
| Лілль           | 1:3 дч       | Гренобль (2)    |
| 16 березня 2005 |              |                 |
| Булонь (4)      | 3:2          | Нант            |

## 1/4 фіналу
| Команда 1      | Рахунок | Команда 2    |
| -------------- | ------- | ------------ |
| 19 квітня 2005 |         |              |
| Монако         | 1:0 дч  | Клермон (2)  |
| Седан (2)      | 2:1 дч  | Гренобль (2) |
| 20 квітня 2005 |         |              |
| Нім (3)        | 4:3 дч  | Сошо         |
| Булонь (4)     | 1:2 дч  | Осер         |

## 1/2 фіналу
| Команда 1      | Рахунок | Команда 2 |
| -------------- | ------- | --------- |
| 10 травня 2005 |         |           |
| Осер           | 2:1     | Нім (3)   |
| 11 травня 2005 |         |           |
| Монако         | 0:1     | Седан (2) |

## Фінал
| 4 червня 2005 |

| Седан (2) | 1:2      | Осер                   |
| --------- | -------- | ---------------------- |
| Норо 63'  | Протокол | Мваруварі 37' Калу 90' |

| Стад-де-Франс, Сен-Дені Глядачів: 78 721 Арбітр: Бруно Дер'єн |